# Jonas Napier
Jonas Napier est un joueur de volley-ball danois, né le 18 février 1978. Il mesure 1,93 m et joue réceptionneur-attaquant.

## Clubs
| Club                  | Pays               | De        | À         |
| --------------------- | ------------------ | --------- | --------- |
| Holte IF              | Danemark           | 1995-1996 | 2000-2001 |
| Omniworld Almere      | Pays-Bas           | 2001-2002 | 2001-2002 |
| Benfica Lisbonne      | Portugal           | 2002-2003 | 2002-2003 |
| Knack Roeselare       | Belgique           | 2003-2004 | 2003-2004 |
| VK Kladno             | République tchèque | 2004-2005 | 2004-2005 |
| Taviano (joker)       | Italie             | 2004-2005 | 2004-2005 |
| Rennes Étudiants Club | France             | 2005-2006 | 2005-2006 |

## Palmarès
- Championnat des Pays-Bas : 2002
- Championnat du Danemark : 1997, 1998
- Coupe du Danemark : 1995, 1996, 1997